# Shelley Debenham
Shelley Debenham (* 1979) ist eine britische Sängerin, MC, DJ und Musikproduzentin. Sie ist besser bekannt unter ihrem Pseudonym Deeizm. In der Vergangenheit hat sie auch unter ihrem wirklichen Namen und als Shelley Dee Musik veröffentlicht.
Debenham ist die Tochter eines Soul-DJ und kam so früh mit Musik in Berührung. Sie hat eine gesangliche Ausbildung von der Soul Experience Vocal Academy in London. Außerdem beherrscht sie Schlagzeug und Gitarre. 
Zurzeit begleitet sie hauptsächlich als MC und Sängerin die DJs und Produzenten von LTJ Bukems Drum-and-Bass-Label Good Looking Records bei ihren weltweiten Auftritten. Mit dem japanischen Produzenten und DJ Makoto Shimizu hat sie eine Live-Doppel-CD veröffentlicht (Progression Sessions 9 – Japan Live 2003).